# Rue Père De Deken
La rue Père De Deken (en néerlandais : Pater De Dekenstraat) est une rue bruxelloise de la commune d'Etterbeek en Belgique, qui va de l'avenue de Tervueren à l'avenue de l'Armée en passant par la rue des Bataves, la rue des Taxandres, la rue des Bollandistes et la rue Charles Legrelle. Elle porte le nom de l'explorateur et missionnaire belge Constant de Deken.
La numérotation des habitations va de 3 à 72 de manière continue car du côté droit de la rue se trouve le tunnel ferroviaire du Cinquantenaire.